# Зе Брено
Жозе Брено Силва Коста (порт.-браз. José Breno Silva Costa; род. 6 июня 2004, Пальоса, Санта-Катарина), также известный как Зе Брено (порт.-браз. Zé Breno) — бразильский футболист, полузащитник клуба «Витория» (Салвадор), выступающий на правах аренды за «Лондрину».

## Клубная карьера
Зе Брено — воспитанник клуба «Витория» (Салвадор), в академию которого он попал в 2017 году в возрасте 13 лет. 15 февраля 2024 года в матче Кубка Нордесте против клуба «Жуазейренсе» (2:0) он дебютировал «Виторию», выйдя на замену на 86-й минуте. 
28 июля 2024 года в матче против «Палмейраса» (0:2) Зе Брено дебютировал в бразильской Серии A. На 92-й минуте матча бразильский полузащитник получил красную карточку. 15 августа 2024 года Зе Брено продлил контракт с «Виторией» до 2026 года.
25 апреля 2024 года Зе Брено на правах аренды перешёл в клуб «Итабуна». 28 апреля 2024 года в матче Серии D против клуба «Реал Нороэсте» (0:0) он дебютировал за новую команду, выйдя на замену на 70-й минуте. 16 июня в матче Серии D против клуба «Серра» (0:2) Зе Брено забил дебютный гол за «Итабуну». 23 июля 2024 года бразилец вернулся в расположение «Витории».
31 декабря 2024 года Зе Брено на правах арендного соглашения перешёл в клуб «Лондрина» до конца 2025 года. 16 января 2025 года в матче Лиги Паранаэнсе против клуба «Каскавель» (0:0) он дебютировал за новый клуб, выйдя на замену на 82-й минуте.

## Статистика
| Выступление        | Выступление      | Выступление      | Чемпионат | Чемпионат | Кубки | Кубки | Другие | Другие | Итого | Итого |
| Клуб               | Лига             | Сезон            | Игры      | Голы      | Игры  | Голы  | Игры   | Голы   | Игры  | Голы  |
| ------------------ | ---------------- | ---------------- | --------- | --------- | ----- | ----- | ------ | ------ | ----- | ----- |
| Витория (Салвадор) | Серия A          | 2024             | 1         | 0         | 1     | 0     | —      | —      | 2     | 0     |
| Витория (Салвадор) | Итого            | Итого            | 1         | 0         | 1     | 0     | —      | —      | 2     | 0     |
| → Итабуна          | Серия D          | 2024             | 9         | 1         | 0     | 0     | —      | —      | 9     | 1     |
| → Итабуна          | Итого            | Итого            | 9         | 1         | 0     | 0     | —      | —      | 9     | 1     |
| → Лондрина         | Серия C          | 2025             | 2         | 0         | 0     | 0     | 5      | 0      | 7     | 0     |
| → Лондрина         | Итого            | Итого            | 2         | 0         | 0     | 0     | 5      | 0      | 7     | 0     |
| Всего за карьеру   | Всего за карьеру | Всего за карьеру | 12        | 1         | 1     | 0     | 5      | 0      | 18    | 1     |

1. ↑  Кубок Нордесте
2. ↑  Чемпионат Паранаэнсе.